# Dub u Hamrnického zámečku
Dub u Hamrnického zámečku je památný strom, vysoký dub letní (Quercus robur) s košatou korunou v okrese Cheb v Karlovarském kraji. Roste vpravo od silnice od železničního nádraží v Mariánských Lázní do Hamrníků u plotu objektu Nové Karny v okrese Cheb, proti zřícenině hamrnického zámečku. Na kmeni je ošetřená jizva po zásahu bleskem. Předpokládá se, že byl vysazen v době zakládání parkových úprav v letech 1832–1835. V roce 1996 provedla firma EDEN Plzeň kompletní zdravotní řez a ošetření praskliny. Přes snahu o záchranu strom pomalu odumírá.
Koruna sahá do výšky 25 m, obvod kmene měří 397 cm (měření 2014). V roce 1995 bylo odhadováno stáří stromu na 200 let. Strom je chráněn od roku 1996.

## Stromy v okolí
- Javor u Ferdinandova pramene
- Buky u kostela Nanebevzetí Panny Marie
- Jilm ve Vlkovicích (zaniklý)
- Dub U oříšku (zaniklý)
- Valský jasan
- Dub u Vondráčků